# Bad Fallingbostel
Bad Fallingbostel è una città di 11.660 abitanti della Bassa Sassonia, in Germania. È capoluogo del circondario della Landa.

## Storia
Durante il periodo nazista, a Fallingbostel si trovava un campo di prigionieri di guerra, lo Stalag XI-B, dove morirono numerosi italiani.

## Geografia antropica
Oltre al capoluogo, Bad Fallingbostel, il territorio comunale comprende le frazioni di Dorfmark, Jettebruch, Mengebostel, Riepe e Vierde.